# Muttaburrasaurus
Muttaburrasaurus ("ještěr z Muttaburra") byl rod poměrně velkého ornitopodního dinosaura, žijícího v období pozdní rané křídy na území současné severovýchodní Austrálie. V roce 2023 byl tento ornitopodní dinosaurus zvolen oficiálním maskotem (fosilním emblémem) státu Queensland.

## Popis
Muttaburrasaurus byl velkým ornitopodem, dlouhým kolem 8 až 9 metrů a vážícím kolem 2800 kg. Podle jiného odhadu však byl ještě podstatně mohutnější a vážil spíše kolem 5200 kilogramů. Známý je z nekompletních pozůstatků tří jedinců zahrnujících lebku. Žil před přibližně 112 až 103 miliony let (období pozdní spodní křídy) na území dnešní Austrálie. Po ankylosaurovi rodu Minmi jde o nejlépe zachovaného australského dinosaura. Na hlavě neměl žádné výrůstky, časté u příbuzných hadrosauridních dinosaurů. Mohl se pohybovat po dvou i po čtyřech končetinách.

## Paleoekologie
Muttaburrasaurus představoval čtyřnohé zvíře schopné vztyčit se při chůzi (případně běhu) na zadní končetiny. Měl nízkou lebku s kostěným obloukem nad nozdrami, na který se za života mohl upínat kožený vak sloužící k vydávaní hlasitých zvuků (nafukováním), nebo k předvádění se. Zuby byly ostré, uzpůsobené na sekání rostlinné potravy (na rozdíl od zubů iguanodona, které byly uzpůsobené na rozmělnění rostlinné potravy). Některé studie dokonce u tohoto dinosaura předpokládají částečnou masožravost. Přední končetiny byly kratší a slabší než zadní, s pohyblivým malíčkem a třemi prostředními prsty spojenými dohromady, což byla zřejmě adaptace na chození nejen u mutaburrasaura, ale u mnohých jiných velkých ornitopodů. Zda tento rod disponoval velkým bodákovým drápem na palci, podobným jako např. Iguanodon, není pro nekompletnost fosílií známo.

## Klasifikace
Se zařazením rodu Muttaburrasaurus jsou od jeho objevení až dodnes problémy. Považovaný byl za příbuzného prakticky každé podskupiny ornitopodů, od primitivních thescelosaurů po hadrosaury. Velikostí a některými znaky odpovídal zástupcům čeledi Camptosauridae (např. rodu Camptosaurus). Disponoval však početnými velmi primitivními znaky. Pravděpodobně tak představoval nezávislou vývojovou linii australských primitivních iguanodonů, kteří se přizpůsobením podobnému životnému stylu jako camptosaurus druhotně získali mnohé jim podobné znaky. V případě muttaburrasaura tak šlo o jakousi obdobu tenontosaura, který též pravděpodobně představoval primitivního iguanodonta dorůstajícího do rozměrů camptosaura.
Další možností je, že měl vývojově blízko ke dvakrát menšímu australskému rodu Atlascopcosaurus.